# Springfield (Nebraska)
Springfield ist eine Stadt mit dem Status „City“ im Sarpy County im US-Bundesstaat Nebraska. Im Jahr 2010 hatte Springfield 1529 Einwohner.

## Geschichte
Springfield wurde 1873 von dem US-Bürgerkriegsveteran J.D. Sprearman gegründet.

## Bevölkerung
Nach der United States Census 2010 lebten in Springfield 1529 Menschen verteilt auf 575 Haushalte und 423 Familien. Die Bevölkerungsdichte betrug 855,6 Einwohner pro Quadratkilometer (221,5/sq mi).
Die Bevölkerung setzte sich 2010 aus 95,8 % Weißen, 0,7 % Afroamerikanern, 0,2 % Asiaten, 0,1 % amerikanischen Ureinwohnern, 0,5 % aus anderen ethnischen Gruppen und 2,7 % stammten von zwei oder mehr Ethnien ab.
Von den 1529 Einwohnern waren 37,6 % unter 18 Jahre und in 8,6 % der Haushalten lebten Menschen, die 65 Jahre oder älter waren. Das Durchschnittsalter betrug 37,3 Jahre und 51,4 % der Einwohner waren Männlich.

## Persönlichkeiten
- Sabrina Starks (* 2000), Volleyballspielerin

## Sonstiges
- Das Musikvideo zum Lady Gaga Lied „You and I“ wurde vom 21. bis 24. Juli 2011 in Springfield gedreht.[3]